# 제14사단 (일본군)
제14사단(일본어: 第14師団 다이쥬욘시단[*])은 일본 제국 육군의 사단이다.

## 역사

### 러일 전쟁
제14사단은 러일 전쟁의 증원부대로서 1905년 7월 6일에 초대 사단장에 다쓰야 미쓰하루 중장을 임명하고 후쿠오카현 고쿠라시에서 창설되었다. 부대는 오사카부 (보병 제53연대), 가가와현 젠쓰지시 (보병 제54연대), 히로시마현(보병 제55연대), 구마모토현(제56연대)에서 징집된 장병들로 편성되었다. 8월에 노기 마레스케의 제3군로 전속하였다. 그러나, 전투에 참여하기에는 늦었기에 제14사단은 랴오둥 반도에서 남만주철도를 따라 순찰하는 임무를 수행하였다. 이듬해 제10사단와 교대하고 효고현 히메지로 귀환하였다.

### 재편성
1907년 9월, 사단 사령부는 도치기현 우쓰노미야시로 옮겼다. 보병 제53연대가 제16사단, 보병 제54연대는 새로 창설된 오카야마의 제17사단, 보병 제55보병연대 또한 후쿠오카현 구루메시에서 창설된 제18사단으로 전속하였다. 그리고 지바현 사쿠라시의 보병 제2연대, 군마현 다카사카의 보병 제15연대, 새로 창설된 보병 제66연대가 사단의 보병연대가 되었다. 이듬해 1908년 10월 23일에 재편성울 마쳤다.
다시 이듬해 1909년에 보병 제2연대가 넘어왔다. 보병 제28여단 사령부, 기병 제18연대, 야포병 제20연대, 치중병 제14연대가 우쓰노미야로 넘어와 사단으로 전속하였다.

### 시베리아
1918년 제1차 세계 대전 말기에 시작된 연합국의 시베리아 개입에 따라 일본 제국 또한 시베리아에 원정군을 파견하였다. 제14사단은 1919년에 12월 4월에 제12사단과 교대하여 1920년 10월까지 블라디보스토크 파견군의 지휘를 받았다. 1920년 6월, 니콜라옙스크 볼셰비키-아나시크트 집단과 일리야 박의 조선인 유격대에 의한 대규모 학살과 테러 사건이 일어났다. 보병 제2연대 제3대대가 전멸당했

### 만주
1925년 3월, 보병 제66연대가 해체되고, 마쓰모토의 보병 제50연대가 보병 제28여단으로 전속하였다. 보병 제27여단 사령부는 미토에서 우쓰노미야로, 보병 제28여단 사령부는 우쓰노미야에서 다카사카로 옮겨갔다.
1927년 4월, 남만주 관동주로 배치되어 여순에 사단 사령부를 두고 칭다오, 펑텐, 지난에 예하부대가 주둔하였다. 5·3 참변 이후. 1929년 귀환하였다.

### 중일 전쟁
1932년 3월 제1차 상하이 사변이 발발나자, 관동군으로 전속하였다.  5월, 만주사변 북만주로 넘어가고, 보병 제2연대는 남아서 장성전투에 참가하였다.
1937년 화베이 전선에 배치되었다. 뤼순커우 작전, 바오딩, 산시성, 쉬저우의 전투에 참전하였다.
1939년 전선에서 물러나 1940년에 만주로 치치하얼로 건너가, 8월에 삼각사단으로 재편성됨에 따라 보병 제50연대가 제29사단으로 전속하였다.
1938년, 위수 제14사단과 제2사단을 통해 제22사단이 창설되었다.
1939년, 만주로 옮겨갈 준비를 하여 이듬해 1940년에 치치하얼로 옮겨갔다.
1940년 8월, 삼각사단으로 재편성됨에 따라 마쓰모토의 보병 제50연대가 내지로 귀환하고 제29사단으로 전속하였다. 그리고 제14사단은 만주 주둔부대로 지정되에 우쓰노미야에 관할부대로서 제51사단이 창설되었다.1941년 9월에 할하강 남부 한다가야로 옮겨갔다.

### 태평양 전쟁
펠렐리우에 보병 제2연대, 제3대대와 제15연대, 앙가르에 보병 제59연대의 1개 대대가 배치되었다. 펠렐리우에 배치된 부대가 전멸하자, 보병 제15연대 2대대가 지원군으로서 펠렐리우로 재배치하는 안건이 취소되었다.
연합군은 제14사단 사령부가 있는 바벨다오브섬에 상륙하지 않았고, 사단은 그 곳에서 그대로 종전을 맞이하였다.

## 부대

### 초기
- 보병 제27여단 - 우쓰노미야
  - 보병 제2연대 - 미토
  - 보병 제59연대 - 우쓰노미야
- 보병 제28여단 - 다카사카
  - 보병 제15연대 - 다카사카
  - 보병 제50연대 - 마쓰모토
- 기병 제18연대 - 우쓰노미야
- 야포병 제20연대 - 우쓰노미야
- 공병 제14연대 - 미토
- 치중병 제14연대 - 우쓰노미야

### 청일 전쟁
- 보병 제27여단
  - 보병 제2연대
  - 보병 제59연대
- 보병 제28여단
  - 보병 제15연대
  - 보병 제50연대
- 기병 제18연대
- 야포병 제20연대
- 공병 제14연대
- 치중병 제14연대
- 통신대
- 위생대
- 제1至 제4야전병원
- 병기보수근무대

### 종전 당시
- 사단 사령부
  - 병기근무부
  - 경리근무부
- 보병 제2연대
  - 제1대대
  - 제2대대
  - 제3대대
  - 포병대대
    - 95식 야포 4문
    - 91식 10cm 유탄포 4문

  - 공병, 통신, 보급, 위생중대
- 보병 제15연대
  - 제1대대
  - 제2대대
  - 제3대대
  - 공병, 통신, 위생중대
- 보병 제59연대 - 우쓰노미야
  - 제1대대
  - 제2대대
  - 제3대대
  - 포병중대
  - 공병, 통신, 보급, 위생중대
- 직할대
- 전차대
- 통신대
- 야전병원
- 방역급수부
- 배속부대
  - 제23야전비행장설정대
  - 제57병참지구대 본부
  - 독립 자동차 제42대대
  - 제123병참병원
  - 제23야전방역급수부

## 기록

### 소속
1. 제1군, 중일 전쟁
2. 팔라우 지구집단, 동남아시아 전구

### 참전
- 제2차 세계 대전
  - 중일 전쟁
    - 베이핑-한커우선 전투

  - 동남아시아 전구
    - 마리아나-팔라우 제도 전역
      - 펠렐리우 전투
      - 앙가우르 전투

## 같이 보기
- 일본 제국 육군의 사단 목록

## 참고
1. ↑  “Japanese Forces Operating along the Northern Sector of Peiping-Hankow Railway Mid-August, 1937” (PDF) (영어). 2023년 10월 6일에 확인함.